# Tamagoyaki

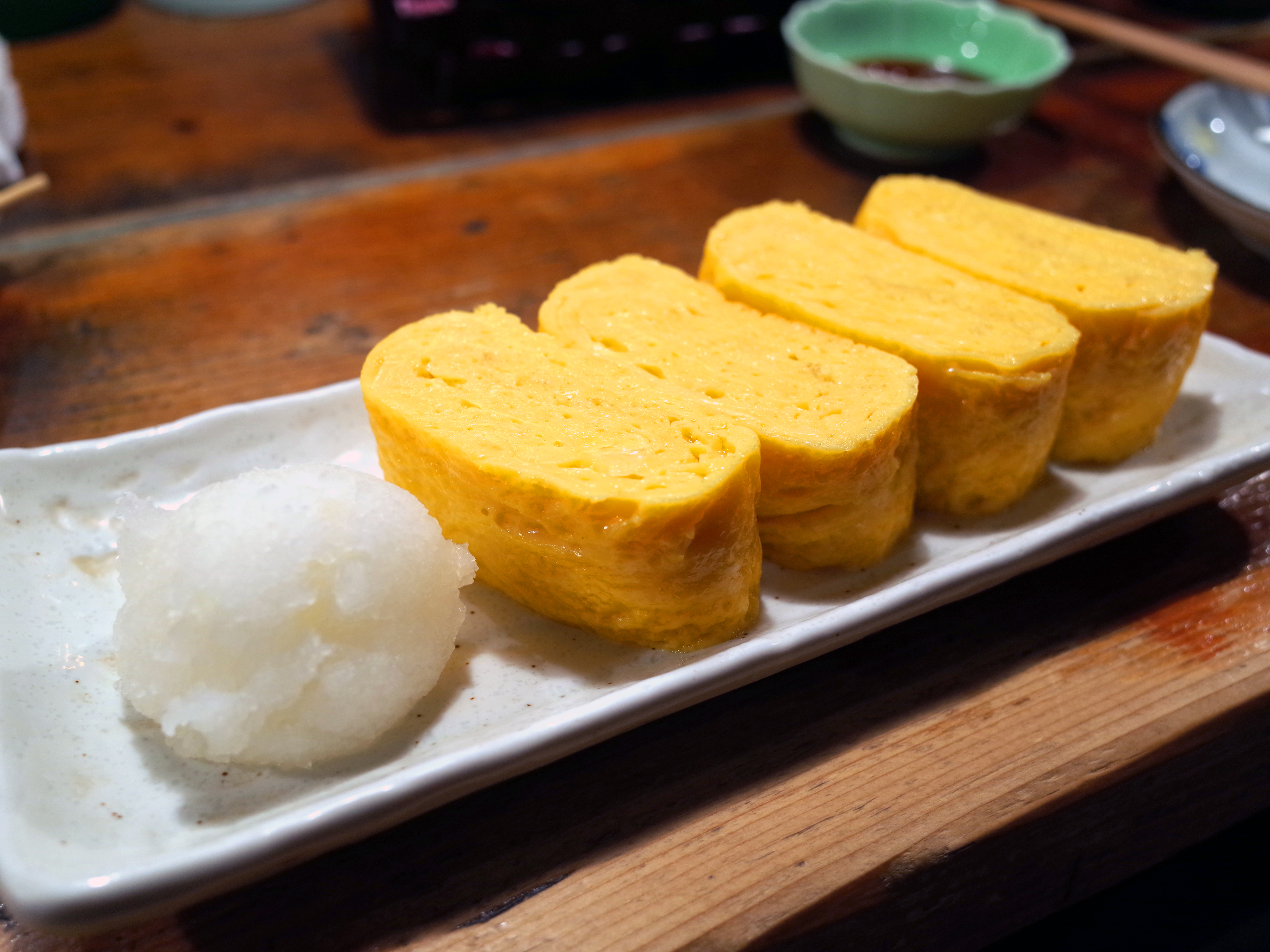
Tamagoyaki

Tamagoyaki (卵焼き) är en japansk omelett gjord på ägg, dashi (buljong), socker, sojasås och ibland piplök. Tamagoyaki skuren i rektangulära bitar används i maträtten sushi, där biten placeras på vinägersmaksatt ris.